# Salto de esqui nos Jogos Olímpicos de Inverno de 2010 - Pista longa por equipes
A competição por equipes do salto de esqui nos Jogos Olímpicos de Inverno de 2010 foi disputada no Parque Olímpico de Whistler em 22 de fevereiro de 2010.

## Medalhistas
|  | AUT Áustria                                                             |  | GER Alemanha                                                 |  | NOR Noruega                                                 |
|  | Wolfgang Loitzl Andreas Kofler Thomas Morgenstern Gregor Schlierenzauer |  | Michael Neumayer Andreas Wank Martin Schmitt Michael Uhrmann |  | Anders Bardal Tom Hilde Johan Remen Evensen Anders Jacobsen |

## Resultados
| Pos.              | Nº | País                                                                                  | Distância (m) do 1º salto | Pontos do 1° salto            | Posição após o 1º salto | Distância (m) do salto final | Pontos do 1º salto            | Posição após o salto final | Pontos totais |
| ----------------- | -- | ------------------------------------------------------------------------------------- | ------------------------- | ----------------------------- | ----------------------- | ---------------------------- | ----------------------------- | -------------------------- | ------------- |
| Medalha de ouro   | 12 | AUT Áustria Wolfgang Loitzl Andreas Kofler Thomas Morgenstern Gregor Schlierenzauer   | 138.0 132.0 135.5 140.5   | 547.3 140.4 126.1 135.9 144.9 | 1                       | 138.5 142.0 135.0 146.5      | 560.6 141.8 138.6 135.0 145.2 | 1                          | 1107.9        |
| Medalha de prata  | 11 | GER Alemanha Michael Neumayer Andreas Wank Martin Schmitt Michael Uhrmann             | 137.0 128.5 128.0 135.0   | 509.3 135.6 120.3 119.9 133.5 | 2                       | 136.5 139.0 122.0 140.0      | 526.5 134.7 141.7 106.6 143.5 | 2                          | 1035.8        |
| Medalha de bronze | 10 | NOR Noruega Anders Bardal Tom Hilde Johan Remen Evensen Anders Jacobsen               | 128.0 127.5 131.5 138.0   | 504.0 118.4 118.5 126.7 140.4 | 3                       | 127.0 139.0 129.5 140.5      | 526.3 117.1 141.7 122.1 145.4 | 3                          | 1030.3        |
| 4                 | 9  | FIN Finlândia Matti Hautamäki Janne Happonen Kalle Keituri Harri Olli                 | 133.5 128.5 123.0 134.0   | 490.2 129.8 120.3 108.4 131.7 | 4                       | 130.0 139.0 132.0 134.5      | 524.4 123.5 142.2 126.6 132.1 | 4                          | 1014.6        |
| 5                 | 6  | JPN Japão Daiki Ito Taku Takeuchi Shōhei Tochimoto Noriaki Kasai                      | 129.5 125.5 128.0 133.5   | 484.7 122.1 113.4 118.4 130.8 | 5                       | 133.5 129.5 132.0 140.0      | 523.0 130.8 122.1 126.6 143.5 | 5                          | 1007.7        |
| 6                 | 8  | POL Polônia Stefan Hula Łukasz Rutkowski Kamil Stoch Adam Małysz                      | 129.0 123.0 126.5 136.5   | 484.0 122.2 108.4 116.2 137.2 | 6                       | 127.5 134.5 139.5            | 512.7 118.5 132.6 143.1       | 6                          | 996.7         |
| 7                 | 5  | CZE República Checa Antonín Hájek Roman Koudelka Lukáš Hlava Jakub Janda              | 129.0 131.0 125.0 128.0   | 477.4 121.2 124.3 112.5 119.4 | 7                       | 135.0 135.5 126.0 129.0      | 504.4 134.0 134.4 114.3 121.7 | 7                          | 981.8         |
| 8                 | 7  | SLO Eslovênia Primoz Pikl Mitja Mežnar Peter Prevc Robert Kranjec                     | 124.0 126.5 132.0 129.0   | 472.2 109.2 114.7 127.1 121.2 | 8                       | 119.5 131.0 127.5 139.0      | 486.6 102.1 124.3 118.0 142.2 | 8                          | 958.8         |
| 9                 | 3  | FRA França Vincent Descombes Sevoie David Lazzaroni Alexandre Mabboux Emmanuel Chedal | 125.0 108.5 127.5         | 419.8 111.0 112.0 78.8 118.0  | 9                       |                              |                               | 09 !                       | 419.8         |
| 10                | 4  | RUS Rússia Pavel Karelin Denis Kornilov Ilya Rosliakov Dimitry Ipatov                 | 114.5 129.5 119.5 118.5   | 414.1 90.6 122.1 101.1 100.3  | 10                      |                              |                               | 10 !                       | 414.1         |
| 11                | 2  | USA Estados Unidos Anders Johnson Peter Frenette Taylor Fletcher Nicholas Alexander   | 115.5 124.5 88.5 119.0    | 340.0 92.4 111.1 36.3 100.2   | 11                      |                              |                               | 11 !                       | 340.0         |
| 12                | 1  | CAN Canadá MacKenzie Boyd-Clowes Trevor Morrice Eric Mitchell Stefan Read             | 105.0 101.0 102.0 114.0   | 294.6 72.0 64.8 66.6 91.2     | 12                      |                              |                               | 12 !                       | 294.6         |

Legenda
| Recorde mundial      | Recorde mundial (World record)               |                       | Recorde africano                      | Recorde africano (African) |                                           | Q | Classificado por posição (Qualified) |
| Recorde olímpico     | Recorde olímpico (Olympic record)            | Recorde da América    | Recorde da América (Americas)         | q                          | Classificado por melhor tempo (Qualified) |   |                                      |
| Melhor marca do ano  | Melhor marca do ano (World leading)          | Recorde asiático      | Recorde asiático (Asian)              | DNS                        | Não largou (Did not start)                |   |                                      |
| Recorde nacional     | Recorde nacional (National record)           | Recorde europeu       | Recorde europeu (European)            | DNF                        | Não terminou (Did not finish)             |   |                                      |
| Recorde pessoal      | Recorde pessoal do atleta (Personal best)    | Recorde da Oceania    | Recorde da Oceania (Oceania)          | DSQ / DQ                   | Desclassificado (Disqualified)            |   |                                      |
| Recorde da temporada | Recorde da temporada do atleta (Season best) | Recorde sul-americano | Recorde sul-americano (South America) | NM                         | Sem marca (No mark)                       |   |                                      |